# 伯特岩
伯特岩（英語：Burt Rocks）是南極洲的岩石，位於奧次地，屬於威爾遜山的一部分，美國地質調查局根據測量和美國海軍拍攝的空中照片繪入地圖，現時由南極條約體系管理。